# 웅기 상륙 작전
웅기 상륙 작전(러시아어: Десант в порт Юки)은 제2차 세계 대전 소련 태평양 함대가 일제 강점기 조선 함경북도 경흥군 웅기읍(현 선봉군)의 항구 지역에 펼친 상륙 작전이다.

## 작전 계획
1945년 8월 초 소비에트 연방군은 제1극동전선군에 편재되어 있는 지휘관 키릴 메레츠코프 하의 제25군에게 현재 소개 작전을 하고 있는 일본군의 한반도 해안 지역을 점령하라는 명령을 내렸다. 당시 소비에트 극동전선군은 초기 국경 공세가 성공적으로 이루어지자, 일본군의 반격 시도를 막기 위해 이미 한반도의 북부에 있는 항구에 대해 일련의 상륙작전을 계획하고 있었다. 이 상륙 작전은 제독 이반 스테파노비치 유마셰프가 맡게 되었다. 첫 번째 상륙 지점은 소련 국경 지역에서 제일 가까운 항구인 경흥군 웅기읍이었으며, 이후 목표 지점은 나진 및 청진 지역이었다.
8월 9일부터 10일 사이에 소련 항공군과 어뢰정이 항구를 폭격하기 시작했으며, 소비에트 연방의 결과에 따르면 최대 12척의 선박이 침몰하고 방공 및 항만 시설이 무력화되었다. 8월 11일에는 육군 병력이 웅기군에 상륙하기 시작했다. 작전 수행을 위해 제140 태평양 함대본부 정보부대, 제13해병여단(소령 I.P.마킨대대) 제75대대, 제390소대(783명)가 배속되었다. 이 배들은 어뢰정 8척, EK-7과 EK-9[1](육로를 통해 미국으로부터 받은) 호위함 2척, 기뢰정 2척, 경비정 2척으로 구성되었다.
이 작전을 위해 제13해군보병여단이 태평양 함대 사령부에서 정찰대와 제75대대로 배속되었다. 또한, 해군 병력으로는 미국에서 무기대여법으로 공수한 프리깃 2척과 부설정 2척이 있었다. 이 해군 병력들은 제독 이바노프가 지휘했다.

## 전투
8월 11일 오후 3시 전방분견대는 노빅만을 출발하여 상륙지점으로 향했다. 전투일 당시 안개와 바람으로 인해 병력이 통과하기로 선택된 5개의 지점에서 일본 항공기나 일본 함대와 충돌할 가능성이 없었다. 17시경 제2분견대(어뢰정 2척, 3계급 함장 G.P. 콜류바킨 지휘하의 정찰대 70명 탑재)가 그곳을 출발하였다. 19시 10분경 제1분견대가 항구에 입항하여 적으로부터 버림받은 것을 발견하였다. 정찰대는 항구를 점령하고 방어 준비를 하였으나 적은 나타나지 않았다.
웅기 상륙은 8월 12일 밤부터 시작되어 13일 밤 8시에 완료되었다. 8월 12일 아침, 제25군(사령관-대령 치스티야코프)의 전방 부대는 남쪽으로 진군했다. 이후
웅기항은 소련 태평양 함대의 전진기지로 사용되었고, 13척의 어뢰정이 그곳으로 급히 이송된  이후의 전투 작전을 위한 출발점으로 사용되었다.

## 관련 논문
- 박희성, 〈1945년 8월 소련 해군 태평양함대의 웅기·나진상륙작전 연구〉, 《군사(軍史)》 121, 국방부 군사편찬연구소, 2021년

## 같이 보기
- 소련-일본 전쟁

## 참고

### 참고 문헌
- (러시아어) Золотарев В. А., Козлов И. А. Три столетия Российского флота. — Том 4. СПб: Полигон, 2005.
- (러시아어) Статья «Тихоокеанский флот в Великой Отечественной войне». 보관됨 2013-12-20 - 웨이백 머신
- (러시아어) Великая Отечественная. День за днём. «Морской сборник», 1995, № 8.